# 増井修
増井 修（ますい おさむ 1959年3月11日 - ）は日本の編集者、音楽評論家、音楽ジャーナリスト、音楽エッセイスト。
漫画に対する造詣も深く、漫画評論の著作も発表している。

## 来歴
新潟県柏崎市（旧西山町）出身。新潟県立柏崎高等学校卒業、新潟大学法学部中退。
『rockin'on』1979年10月号に投稿した原稿が初掲載される。1980年1月号の初の社員公募に応募、倍率200倍を突破しロッキング・オン入社。1985年、青山レコーディング・スクールにて講師を務める。1992年にロッキング・オン社取締役就任。
1990年5月号から1997年5月号まで『rockin'on』編集長。1997年3月には編集長として、雑誌『buzz』を創刊、vol.2で『rockin'on』と同時に編集長を引退。3か月のリフレッシュ長期休暇を取得、6月に取締役から外れ、9月に退社。渋谷陽一と対立し解雇された形だったため、不当解雇を主張して裁判に至り、その後和解が成立。
『WHAT's IN? ES』（ソニー・マガジンズ）1998年8月号 No.32より契約スーパーバイザーとして編集に携わる。1999年12月号で同誌は休刊になるが、誌面で総合カルチャー誌『少年ロック』の2000年春創刊を告知。漫画家・江口寿史や忌野清志郎の協力も取り付けていたが、未刊行。
2005年4月に創刊された季刊カルチャー雑誌『TONE』（ユニバーサル・コンボ／12号よりミュージックマイン）では、スーパーバイザーで参加。発行された号によりコラボレーター、スーパーバイザー、責任編集とクレジットの変更があるが、5号より編集長、7号より編集人を務める。主に英米ロックシーンの特集企画やインタビューを担った。18号の「'89 ROCK REVOLUTION!!」特集は即完売。雑誌の販売部数は順調だったものの、2007年に起きた新潟県中越沖地震で実家が被災、親族の遠距離介護と、50歳で一線を退きたいという意向が重なり、2010年8月vol.20で廃刊した。
2016年にロッキング・オン社での日々を振り返った著書を上梓。ミュージシャンの事件や不祥事、訃報があった際は、メディアでコメントや手記を発表することもある。
現在はnoteでコラムやエッセイを公開している。

## 人物
- 幼少期、冬場の甘いものは干し柿しかなく、それを貧困の象徴と捉え、人生を前進させる原動力になった[11]。
- 好きな原点の曲は『ロコ・モーション』。この曲が一貫した基準のひとつになっている[12]。
- 初めて買ったシングルはソルティー・シュガーの『走れコウタロー』、アルバムはデビッド・ボウイの『ジギー・スターダスト』[13]。
- 思春期はデヴィッド・ボウイ、レッド・ツェッペリンを全曲ソラで歌えるほど聴き込んだ[14]。
- ALLERGY、P-MODEL等の荒木康弘（ドラム）は高校の同級生[15]。
- 大学時代はストラングラーズ、ギャング・オブ・フォーに感化されバイクで暴走を繰り返した。ガールフレンドとカセットテープのやり取りでABBAにハマり、ディスコへ踊りに行っていたが、新潟と東京でのダンスの振り付けが違うことに上京後ショックを受ける。
- 元々は音楽を聴くよりも読書が好きで、書く仕事か、本に関わる仕事に就きたいと希望していた。大学3年時に『rockin'on』の社員公募に応募。選考期間にフィルム・コンサートで新潟を訪れた渋谷陽一と面会、採用される。大学は休学手続きを繰り返していたが、最終的には中退した[16]。
- 1988年より熱帯魚飼育に勤しみ[17]、2025年時点も継続している。

## エピソード

### rockin'on
- 入社した際の夢は「日本一のデヴィッド・ボウイの原稿を書くこと」[18]。
- 初任給は、渋谷陽一が財布から直接出した7万円だった。
- 初のインタビューは1980年8月号の喜納昌吉。海外ミュージシャンへの初インタビューとなった1980年10月号のレスリー・マッコーエン（ベイ・シティ・ローラーズ）の際は、松村雄策が同行した。
- 創刊以来、投稿原稿はすべてタダだったが、常連投稿者からの要求と他誌と差をつけるため「原稿料を出しましょう」と渋谷に提案、1982年2月号より400字1,500円の原稿料が支払われるようになる。在籍時に数度改定があり、退社時は4,000円。
- 1983年9月より、港区立みなと図書館で『ロック講座』をスタートさせる。最初の1年は3か月に1度、1984年以降は2ヶ月に1度の開催。編集者、ライターを司会に据え、各自がセレクトしたアーティストのミュージック・ビデオやライブ映像視聴、取材やライブの裏話披露をし、読者に人気のイベントに育つ。2025年現在も同講座は継続中[19]。
- 入社以後数年間、松村雄策の担当をする。ある日、受け取った原稿を漫画雑誌に挟んで紛失。正直に松村に伝えたところ、すぐに元の原稿と相違ないものを書き上げた原稿を渡され、松村の文章への姿勢と評価を大いに変えることになる[20]。
- 1989年、ヴァージン・アトランティック航空日本就航第一便に、日本人ジャーナリスト代表の一人として選ばれ搭乗[21]。
- 社内に田中姓が二人いたため、田中宗一郎に「タナソウ」とニックネームをつけ、読者に広く認知させた[22]。しかし田中が編集部内の女性社員には「宗一郎さん」と呼ばれていることを知り激怒した[23]。
- UKシーンを重点的に紹介し、オアシスやスウェード等の国内盤ライナーノーツの大半を担当した。1996年、増井のオアシスのアルバムライナーノーツを読み「ギョーカイずれしている」と激怒した読者より増井個人宛に送付された手紙を読み「誌面に掲載していいか」問う電報を打った。許可をもらい、そのまま全文を掲載した。
- タワーレコードとの共同企画で、1980年代ベストレコードを選出。キャンペーン期間中、全店舗の洋楽フロアで「増井が解説するベスト10」60分トークが、営業時間中は1時間おきに流された[24]。
- 読者から届いた個人宛の手紙にはなるべく返事を書いていたが、編集長後期は多忙のため、電話番号が記載されていれば電話で礼を伝えていた。
- ロッキング・オン社在籍時のインタビュー音源は「ロックは使い捨て」の考えと、物に執着しない性格から、すべてゴミとして処分していた[25]。

### WHAT's IN? ES
- 企画構成DJを担当していたラジオ番組のスタジオ見学希望者を綴じ込みハガキで募集していた。
- イアン・ブラウンの恵比寿ガーデン・ホール（1999年3月）のライブチケットプレゼントは、バックステージ・パス付きを交渉により実現。増井引率による楽屋入りと写真撮影まで許可された特別なものとなった[26]。

### ミュージシャンに関する余話
- ザ・ジャム時代からポール・ウェラーに魅かれ続け、スタイル・カウンシル、ソロと継続的にインタビューした。自ら「熱狂的シンパ[27]」を名乗るも、インタビューを3度行った時点では存在を覚えられていなかった[28]。特に『rockin'on』1991年11月号と1992年5月号のインタビューは、ウェラーが本国イギリスでもレコード契約がなかった時期にフォトセッションもセッティングして行ない、増井本人も思い入れのあるものになった[29]。
- モリッシーのインタビュー奪取に幾度も挑戦した。初回1990年は渡英するも代理人と本人の調整がつかず断念[30]。2度目はニューヨークへ渡り、ライブ終了後に話が聞ける予定だったが直前キャンセル[31]。3度目は来日公演の全ライブ終了後に設定されたが「次の公演地への飛行機搭乗が怖いからと」との理由で直前キャンセルされた[32]。音楽評論の意義と個人的な想いを綴った手紙を関係者に渡し、モリッシーへ届いたことから取材OKをもらい、イギリスでのライブ直前の時間を使った独占取材が実現。しかし増井は渡英できず質問内容の構成を行い、インタビューは通訳の山下えりかが単独で行った[33]。1995年12月のモリッシー来日時に増井本人によるインタビューが叶い（共同インタビュアーは宮嵜広司）、1996年3月号に掲載された。
- ユーリズミックスのデイブ・スチュアートに「雑誌でディスクレビューをしてもいい」との言質を取り[34]、企画を立て動いたが、半年以上も無視されたあげくに反故にされた[35]。
- ストーン・ローゼズの12インチ『MADE OF STONE』を『rockin'on』1989年6月号輸入盤ディスクレビューで取り上げ、すぐにイギリスへ渡航。ライブ観賞後に楽屋で取材を敢行、翌7月号から2号に渡りインタビューを掲載。レーベルとも協力し誌面でプッシュすることにより、日本でのブレイクに貢献。アルバム『セカンド・カミング』発売直前の1994年11月には読者200名に先行視聴ダイジェスト・テープをプレゼントする企画を行い[36]、同アルバム収録曲の発表は世界に先駆けてのものになった。1995年9月の来日公演時に『セカンド・カミング』ゴールドディスクをメンバーと共に、増井の名前入りのものも贈られた[37]。ギタリストのジョン・スクワイア脱退発表後、ジョンに独占インタビューを行い、日本のファンから託された署名を後日郵送。自らを「ローゼズ代理店」「ローゼズ極東スポークスマン」と呼び、バンド解散後もメンバーの動向をフォローし続けた。イアン・ブラウンには「日本で一番好きなインタヴュアー」と評された[38]。
- ザ・シーホーセズのデビューアルバムのライナーノーツを依頼されていたが、サウンドクオリティに納得いかず、読み手が不快になるかもしれない文章を書く可能性がある、と辞退した[39]。
- スウェードにも早くからアプローチし、プレス嫌いだったギタリストのバーナード・バトラーへの単独インタビューを世界初で取ることに成功した[40]。バーナード脱退後、新メンバーとなったリチャード・オークスを加えての来日ツアー時、増井の地元・新潟県での公演日は前もって地元タウン誌『月刊にいがた』編集部に連絡を取り、打ち上げの店の選定と確保、インタビューの際の撮影ロケハン等を依頼。万全の歓迎体制をとったが、当日ライブ終了後、メンバーは「ホテルのバーで軽く飲んで寝る」と来店しなかった。このレポートは、協力を仰いだ『月刊にいがた』にも掲載された[41]。
- バーナード・バトラーの1998年来日ツアー時インタビューで、曲の楽器のセレクト、ジョニー・マーをフックにした質問がうまく嚙み合わず、バトラーが激怒。一触即発の事態に発展したが、後半に疎通が図れなんとか落着した[42]。
- ザ・シャーラタンズもデビュー時から継続して取材を行っており、1999年にはレディング・フェスティバル出演前日のバンドのディナー・パーティーに音楽プレス関係者として唯一招かれ、日本の音楽雑誌として初めてメンバーのマーク・コリンズのインタビューを奪取した[43]。

### 他誌との論争
- 『ミュージック・マガジン』1990年1月号にて、ライター鳥井賀句による「ロック再構築・再検証の時代に賛否両論を巻き起こしたストーン・ローゼズ」が掲載される。ストーン・ローゼズをプッシュしてきた増井の文章を2点引用し疑問を呈した。また、増井とイギリス音楽プレスによる次世代ロックシーン発揚では、と論じた[44]。これを読んだ増井は「1月号 ストーン・ローゼズの記事に反論する 姑息な排他意識を露呈した鳥井賀句」を書き同誌へ送付、同年3月号に掲載された[45]。鳥井の呈した疑問に答え、矛盾点を指摘、『rockin'on』と自身の編集スタンスを説明したものである。同誌編集部は増井の原稿の次ページに、鳥井による「増井修の反論に応える 衰弱した小児病棟の錯誤に微笑みを」を掲載[46]。1月号の原稿の編集部からの原稿内容の要望、論点・要旨、増井への同意点と疑問点、他誌のローゼズへの評価等を引用。また同誌編集人・大竹直樹が編集後記で、鳥井の原稿でこのやり取りを終わりにすると宣言。これを受けた形で、増井は『rockin'on』1990年5月号にて「最高の反面教師を見た」を執筆し掲載。『ミュージック・マガジン』誌の閉鎖性、編集の中立性のなさ、鳥井のライターの責任を問う形で幕を引いた。
- 1994年、ニルヴァーナのカート・コバーンの『rockin'on』と『クロスビート』のラストインタビューの定義について論争が起きる。『rockin'on』が掲載したものより『クロスビート』が掲載したインタビューが一ヶ月後のものであり確認不足なら怠慢だ、と6月号でクロスビート編集長・森田敏文が記載。増井は『rockin'on』8月号で、編集の責任において内容を吟味しラストインタビューだと判断し掲載したと反論し、以前から『クロスビート』の読者に対する姿勢が不快だと公言した。

## 著作

### 主な連載
- 増井修の人生劇場（1988年1月8日号～1989年1月6日号『隔金刊情報誌 cast』ジョイフルタウン）
- 文化バザール COMIC（1993年11月～1996年12月『SPA!』扶桑社）※『マンガに恩返し』として書籍化
- JOINT REVIEW！（vol.1～vol.3『COMIC CUE』イースト・プレス）※コーナー名はJOINTからCOMICへ変遷
- 増鮎の仲良くなろうよ（1998年8月号～1998年12月号『WHAT's IN? ES』ソニー・マガジンズ）
- 月刊 SONIC CLINIC "ES"（1998年9月号～1999年12月号『WHAT's IN? ES』ソニー・マガジンズ）※企画・編集
- 増鮎の瀕死の重傷（1999年1月号～1999年12月号『WHAT's IN? ES』ソニー・マガジンズ）
- 増井修のロック不健康診断（2005年1月14日号～2006年6月2日号『週刊朝日』朝日新聞出版）
- 増井修×伊藤英嗣 DANGER MONEY FROM U.K.（2008年9月vol.61～2010年2月vol.78『クッキーシーン』ブルース・インターアクションズ）

### 単著
- 『マンガに恩返し』（ベストセラーズ、2000年）ISBN 4-584-18540-9
- 『ロッキング・オン天国』（イースト・プレス、2016年）ISBN 978-4-7816-1436-6

### 編著
- 『ザ・ストーン・ローゼズ・ドキュメント』（ロッキング・オン、1995年）ISBN 4-947599-35-9

### 寄稿
- 『ザ・ストーン・ローゼズ ロックを変えた1枚のアルバム』久保憲司・伊藤英嗣 著（イースト・プレス、2012年）ISBN 978-4-7816-0827-3

## 編集
- 『フェスとデモを進化させる 「音楽に政治を持ち込むな」ってなんだ!?』大久保青志 著（イースト・プレス、2021年）ISBN 978-4-7816-1967-5

## 出演

### ラジオ
- 『ロッキン・ホット・ファイル』

パートナーDJ：平尾美保（毎週土曜深夜0時～1時、BAYFM、1993年10月～1995年3月）
パートナーDJ：ALAN J（毎週金曜深夜0時～2時、BAYFM、1995年4月～1997年3月）
- 『SONIC CLINIC "ES"』

パートナー：鮎澤裕之（毎週土曜深夜3時～6時、InterFM、1998年7月～1998年9月）
パートナー：鮎澤裕之（毎週土曜深夜3時～5時、InterFM、1998年10月～1999年9月）

### イベント
- 『STONE ROSES FOREVER』（西麻布イエロー 1996年7月29日）
- 『ロッキング・オン・ナイト』（広島SOUND LAB REMIX 1997年3月28日、仙台SQUALL 1997年5月31日、札幌bar dom 1997年8月1日）
- 『リザレクションES』（岡山CLUB JAM 1998年7月25日、仙台クラブ スコール 1998年9月26日）

### ネット番組
- 『ポリタスTV』（YouTube、2021年6月23日）[47]